# Ennio Moltedo
Ennio Moltedo Ghio (Viña del Mar, 1931 - ibídem, 14 de agosto de 2012) fue un poeta, articulista de prensa y editor chileno que trabajó en su ciudad natal y en Valparaíso.

## Biografía
Toda su obra poética se realizó en Valparaíso, editada, preferentemente, por los sellos Editoriales Universitarios y Ediciones Altazor de Viña del Mar.
En 2005 el Consejo Nacional de la Cultura y las Artes definió la publicación de su obra poética completa, al cuidado de los poetas y profesores Guillermo Rivera y Claudio Gaete.
Moltedo dirigió, entre otras, la Colección Universitaria “Breviarios del Valparaíso Regional”. Asimismo, durante años fue director de la Revista literaria “Libertad 250” de la Sociedad de Escritores de Chile, Filial Viña del Mar. Sus textos han sido recogidos en distintas antologías y ha sido reseñado ampliamente en publicaciones especializadas.
Perteneció a la Sociedad de Escritores de Chile, al informal grupo de los porteñistas y a la Academia Chilena de la Lengua.
Su discurso de incorporación a la Academia abordó el paso de la lectura a la escritura y constituye una travesía por Valparaíso  sobre los moldes de la palabra.
Ennio Moltedo declaró el 2002 que llevaba más de 27 años sin visitar Santiago, en silenciosa protesta contra el centralismo.
Poetas, profesores de literatura  y artistas visuales  de generaciones posteriores han dejado testimonio de sus conversaciones con Moltedo. Consta ello respecto de Eduardo Embry, Sergio Holas,  Luis Andrés Figueroa, Andrés Fisher,  Jorge Polanco Salinas, Ismael Gavilán Muñoz y Allan Browne.
En mayo de 2012, el poeta Gonzalo Villar intervino  los  recuerdos de  Ennio Moltedo, visitando junto a él Villa Alemana y el desaparecido muelle de Caleta Abarca.
Falleció el 14 de agosto de 2012

## Obra
Sergio Holas Véliz registra que, a enero de 2007, su obra comprendía las siguientes publicaciones:
- Cuidadores, Santiago, Editorial Universitaria, 1959;
- Nunca, Santiago, Editorial Universitaria, 1962;
- Concreto azul, Santiago, Editorial Universitaria, 1967;
- Mi tiempo, Valparaíso, Ediciones Universitarias, 1980;
- Playa de invierno, Valparaíso, Meridiana Editorial, 1985;
- Día a día, Valparaíso, Editorial Vertiente, 1990;
- Regreso al mar, Valparaíso, Ediciones Universitarias, 1994;
- La noche, Viña del Mar, Ediciones Altazor, 1999;

Además, ha publicado, en colaboración con Pablo Neruda (traductor), 44 poetas rumanos, Buenos Aires, Editorial Losada, 1967. Recientemente ha sido publicada su Obra poética, Valparaíso, Ediciones del Chivato, 2006. 

Posteriormente publicó Neruda: poeta del cerro Florida (2007) y Las cosas nuevas (Ed. Altazor, 2011).
En noviembre de 2011, Moltedo participó en una experiencia interdisciplinaria, uniendo su poesía a pinturas de Eduardo Mezquida y  fotografías de Jorge Salomó, exponiendo en la Sala El Farol de la Universidad de Valparaíso bajo la etiqueta Valparaíso, sueño y sentido futuro.

## Muerte
El poeta Ennio Moltedo falleció la madrugada del 14 de agosto de 2012, a los 81 años. Sus restos descansan en el Cementerio N° 1 del cerro Cárcel de Valparaíso.

## Premios
Ha  recibido el Premio de la Sociedad de Escritores de Valparaíso en 1962, el Premio Regional de Literatura Joaquín Edwards Bello en 1981, el Premio Municipal de Literatura de Valparaíso en 1994 y el Premio Especial del Círculo de Críticos de Arte de Valparaíso en 1997.